# Fußballnationalmannschaft von Guadeloupe
Die Fußballnationalmannschaft von Guadeloupe ist die Auswahlmannschaft des französischen Übersee-Départements Guadeloupe.
Der Verband Ligue Guadeloupéenne de Football, eine Unterabteilung des französischen Fußballverbandes, ist kein Mitglied des Weltfußballverbandes FIFA und nimmt daher auch nicht an Qualifikationsspielen zu Fußball-Weltmeisterschaften teil.
Seit 1964 ist Guadeloupe Mitglied des Kontinentalverbandes CONCACAF und darf als solches an deren Turnieren teilnehmen. Außerdem beteiligte sich die Nationalmannschaft an der Coupe de l’Outre-Mer, dem Wettbewerb für Auswahlmannschaften aus Frankreichs überseeischen Gebieten. Dabei konnte Guadeloupe sich dreimal auf Rang 3 platzieren.

## Geschichte
2007 konnte sich die Mannschaft zum ersten Mal für ein größeres Turnier qualifizieren. Die Qualifikation erfolgte über den vierten Platz bei der Karibikmeisterschaft 2007. Im CONCACAF Gold Cup 2007 setzte sich die Mannschaft mit einem Sieg gegen Kanada, einem Unentschieden gegen Haiti und einer Niederlage gegen Costa Rica als dritter in der Gruppe durch und gelangte so in das Viertelfinale. Dort schlug die Mannschaft Honduras mit 2:1 und erreichte damit das Halbfinale, wo man Mexiko mit 0:1 unterlag.
Bei der Karibikmeisterschaft 2008 erreichte die Mannschaft den dritten Platz. Zuvor verlor die Mannschaft im Halbfinale gegen Jamaika. Im kleinen Finale gewann das Team aus Guadeloupe im Elfmeterschießen gegen Kuba. So qualifizierte man sich für den CONCACAF Gold Cup 2009, wo die Mannschaft im Viertelfinale des Turniers 1:5 gegen Costa Rica verlor.
Bei der Karibikmeisterschaft 2010 wurde das Team Zweiter und verlor das Finale gegen Jamaika erst im Elfmeterschießen mit 4:5. Durch diesen zweiten Platz qualifizierte sich die Mannschaft für den CONCACAF Gold Cup 2011 in den USA.

## Turnier-Teilnahmen

### CONCACAF Gold Cup
- 1991 bis 1996 – nicht qualifiziert
- 1998 – nicht teilgenommen
- 2000 bis 2005 – nicht qualifiziert
- 2007 – Halbfinale
- 2009 – Viertelfinale
- 2011 – Vorrunde
- 2013 bis 2019 – nicht qualifiziert
- 2021 – Vorrunde
- 2023 – Vorrunde
- 2025 – Vorrunde

Am Vorgängerturnier, dem Nations Cup, nahm Guadeloupe nie teil.

### Fußball-Karibikmeisterschaft
- 1989 – Gruppenphase
- 1990 bis 1991 – nicht qualifiziert
- 1992 – Vorrunde
- 1993 – nicht qualifiziert
- 1994 – 3. Platz
- 1995 – nicht qualifiziert
- 1996 bis 1997 – nicht teilgenommen
- 1998 – nicht qualifiziert
- 1999 – Vorrunde
- 2001 bis 2005 – nicht qualifiziert
- 2007 – 4. Platz
- 2008 – 3. Platz
- 2010 – 2. Platz
- 2012 bis 2017 – nicht qualifiziert

### Coupe de l’Outre-Mer
- 2008: Dritter
- 2010: Dritter
- 2012: Dritter

## Trainer
- Roger Salnot (2001–2011)
- Steve Bizasène (2011–2014)
- Gérard Andy (2015–2017)
- Jocelyn Angloma (seit 2017)

## Bekannte Spieler
- Jocelyn Angloma (2006–2007)
- David Sommeil (2007)
- Loïc Loval-Landré (2007–2014)
- Alexandre Alphonse (2009–2016)